# جیمز وب سوم
جیمز وب سوم (انگلیسی: James Webb III؛ زادهٔ ۱۹ اوت ۱۹۹۳) بازیکن بسکتبال اهل ایالات متحده آمریکا است.
از باشگاه‌هایی که در آن بازی کرده‌است می‌توان به بروکلین نتس اشاره کرد.